# Lilles tunnelbana

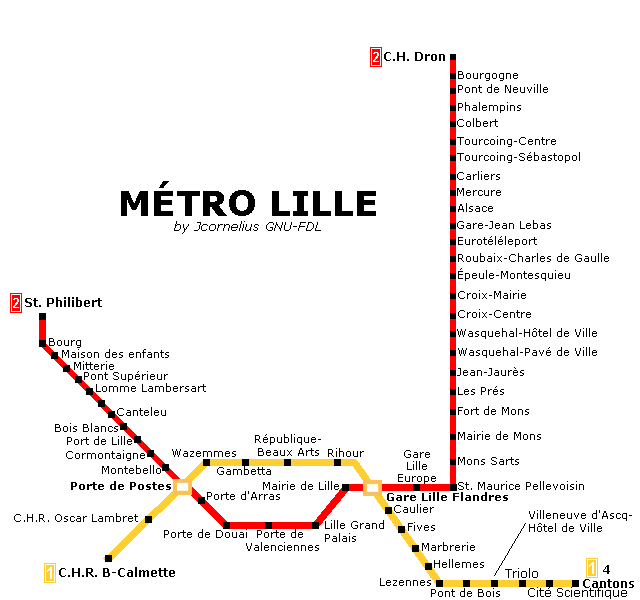
Karta över Lilles tunnelbanesystem.

Lilles tunnelbana (franska: Métro de Lille) är en tunnelbana i Lille i Frankrike. Första resan gjordes 25 april 1983. Tågen körs av systemet VAL (véhicule automatique léger), vilket innebär att tågen är förarlösa. Tågen har gummidäck och är endast 2 meter breda, längden är 26 meter (två ihopsatta vagnar). Det finns 60 stationer. Plattformarna är 52 meter långa, så de har plats för fyravagnarståg. Ett tågsätt kan ta 156 passagerare.

## Historia
1978 började bygget, och den första linjen invigdes den 25 april 1983 mellan 4 Cantons och République. Ett år senare, den 2 maj 1984, öppnades hela linje 1 (13,5 kilometer lång, varav 8,5 kilometer under marken). Linjen, från C.H.R. B Calmette i Lille till 4 Cantons i Villeneuve d'Ascq via Gare Lille Flandres, hade då 18 stationer. Alla stationer har dörrar mellan plattformen och tåget. Den 3 april 1989 öppnade linje 2. Den 27 oktober 2000 nådde den 32 kilometer långa linjen den belgiska gränsen och hade då 41 stationer.

## Trafikering
Tågen kör från 5 på morgonen till midnatt. Tågen går med 1,5-4 minuters mellanrum (1 minut under rusningstid). Tidig morgon och sen kväll går tåget med 6-8 minuters mellanrum. På söndagar går tågen med 4-6 minuters mellanrum.